# Karl Hildenbrand
Karl Jakob Friedrich Hildenbrand (né le 30 janvier 1864 à Pforzheim et mort le 4 septembre 1935 à Hambourg) est un homme politique allemand du SPD.

## Biographie
Après l'école communautaire de Pforzheim, Hildenbrand termine un apprentissage de typographe de 1880 à 1883. Il travaille ensuite comme compagnon dans divers endroits en Allemagne et en Suisse. De 1892 à 1902, il est rédacteur en chef du Schwäbische Tagwacht (de). Il est impliqué dans l'Association allemande des imprimeurs de livres. À partir de 1er décembre 1918 à 1924, il est l'envoyé du Wurtemberg auprès des villes hanséatiques de Hambourg et du Reich allemand. Après la « prise du pouvoir » par les nationaux-socialistes en 1933, il est arrêté et libéré au bout de cinq mois sans que des charges sont retenues contre lui.

## Parti politique
Hildenbrand est membre du SPD et fait partie du comité exécutif d'État du parti dans le Wurtemberg.

## Député
Hildenbrand est député du parlement de l'État du Wurtemberg (de) de 1900 à 1913. De 1903 à 1918, il est député du Reichstag pour la 1re circonscription de Wurtemberg (Stuttgart), qu'il remporte à la majorité absolue. En 1919/20, il est membre de l'Assemblée nationale de Weimar. Puis il est de nouveau membre du Reichstag jusqu'en novembre 1932.